# 唐村站
唐村站是位于浙江省建德市檀村的一个铁路车站。

## 沿革
邮政编码311613。车站建于1957年，有金千铁路经过该站，现仅办理货运，不办理客运业务，车站及其上下行区间均未电气化。车站距离金华站44公里，隶属上海铁路局，是四等站，目前该站仅为乘降所。